# Conceição do Mato Dentro
Conceição do Mato Dentro è un comune del Brasile nello Stato del Minas Gerais, parte della mesoregione Metropolitana di Belo Horizonte e della microregione di Conceição do Mato Dentro.

## Distretti
Brejaúba, Conceição do Mato Dentro, Córregos, Costa Sena, Itacolomi, Ouro Fino do Mato Dentro, Santo Antônio do Cruzeiro, Santo Antônio do Norte, São Sebastião do Bonsucesso, Senhora do Socorro, Tabuleiro do Mato Dentro